# Shigeki Kurata
Shigeki Kurata (jap. 藏田 茂樹 Kurata Shigeki; ur. 22 czerwca 1972) – japoński piłkarz występujący na pozycji obrońcy.

## Kariera klubowa
Od 1995 do 2004 roku występował w klubach Cerezo Osaka i Avispa Fukuoka.